# 헹크

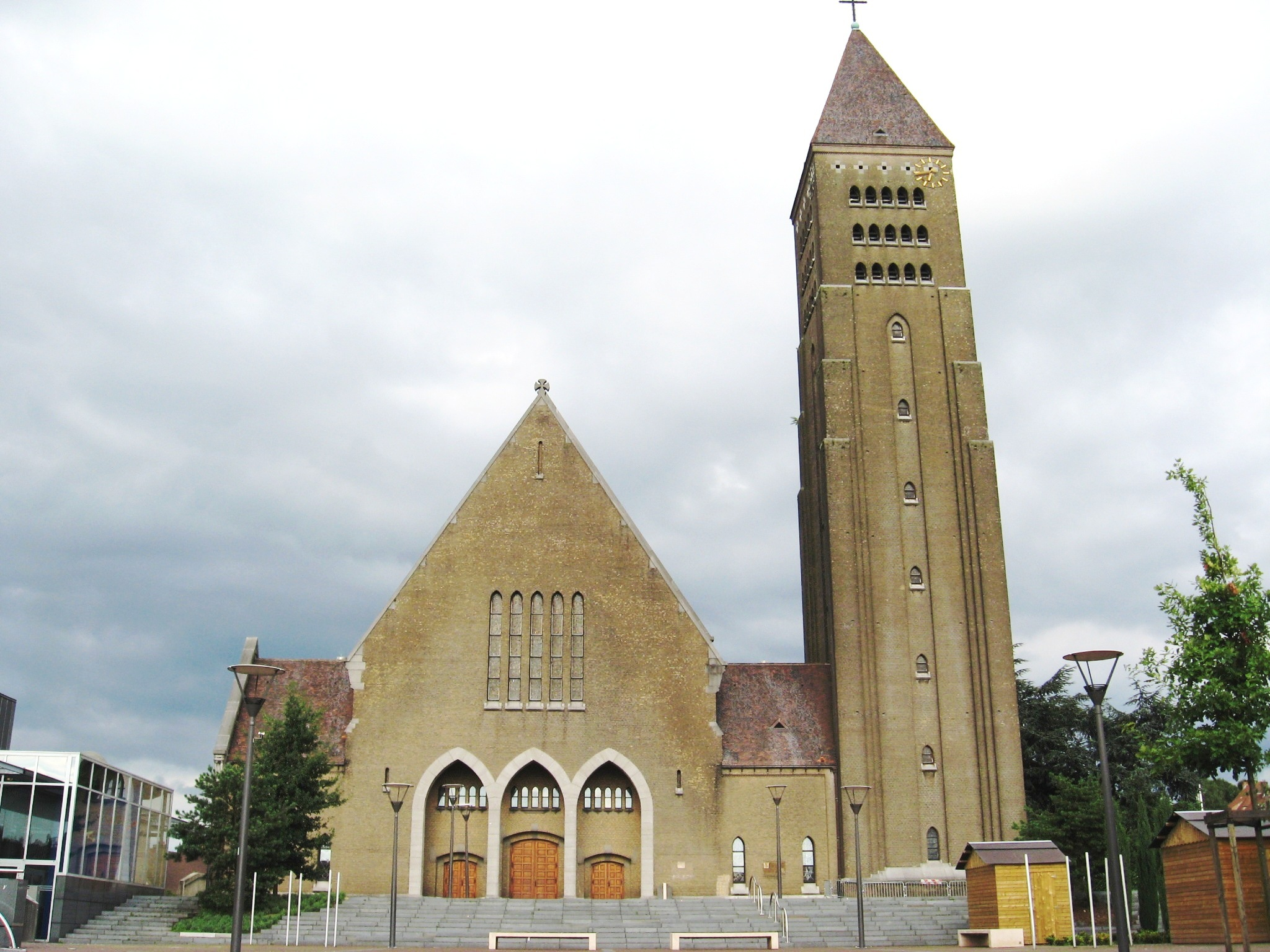
헹크

헹크(네덜란드어: Genk)는 벨기에 플란데런 지역 림뷔르흐주에 위치한 도시로 면적은 87.85km2, 인구는 65,264명(2013년 1월 1일 기준), 인구 밀도는 740명/km2이다. 안트베르펀과 리에주 사이에 위치한 공업 도시이며 광업, 제철 산업, 자동차 산업의 중심지이기도 하다.

시기
시 문장